# インフォニア
インフォニア株式会社（英: infoNear Inc.）は、インターネット広告の代理店でもあるインターネット総合サービス企業。

## 概要
老舗懸賞サイト「チャンスイット」や、ポイントサイト「GetMoney」、懸賞情報一括投稿サイト「PR チャンス」などを開発・運営する。本社は東京都港区にある。
2013年4月1日に、株式会社チャンスイットよりインフォニア株式会社に商号変更した。

## 沿革
- 1997年6月 - インターネット懸賞サイト「Chance It!（チャンスイット）」開始
- 1999年9月 - 法人化。「株式会社チャンスイット」設立
- 2005年4月 - プライバシーマーク取得。
- 2005年4月 - 本社を銀座に移転。
- 2005年5月 - アフィリエイトサービス「Cross-A」と業務提携
- 2007年1月 - 「Chance It!」のオリジナルキャラクター「チャンシー」が誕生
- 2007年6月 - 取締役事業本部長山口義徳が代表取締役社長に就任
- 2007年6月 - 日本インターネットポイント協議会加盟
- 2008年4月 - 株式会社アドクロスを吸収合併、株式会社チャンスイットによる「GetMoney!」及び「GetMoney!モバイル」運営開始
- 2008年4月 - 「Chance It!」を「チャンスイット」に全面リニューアル
- 2008年10月 - 「モバポチャ」サービスを「GetMoney!」へ統合
- 2010年8月 - 「不正対策ドットコム」サービス開始
- 2017年9月 - 熊本地震災害義援金を日本赤十字社に寄付
- 2018年6月 - ポイントサイト「チャンスイット」創立21周年を迎える
- 2018年7月 - 7月豪雨災害義援金を日本赤十字社に寄付
- 2022年8月 - 本社を西新橋に移転
- 2023年6月 - 野々山 彰一が代表取締役社長に就任
- 2023年11月 - 投票型ランキングサイト「みんなのランキング」運営開始
- 2025年4月 - 被災地支援活動の一環として日本赤十字社に寄付

## 運営事業
- メディア事業
  - チャンスイット - 懸賞・ポイントサイト
  - GetMoney - ポイントサイト
  - みんなのランキング - ユーザー投票型ランキングサイト
- アフィリエイト事業
  - AFRo- アフィリエイトができるサービス
- 広告代理事業
- ソリューション事業
  - 不正対策.com - 不正行為を行うユーザに対し、不正行為を防止・発見するサービス
  - PRチャンス-様々な懸賞サイトへ一括出稿できるサービス
- クリエイティブ事業

### 出版物（※現在は出版事業は行っていない）
- infoNear BOOKS

書店販売向けのインフォニアの書籍ブランド。ワン・ダイレクション写真集などを出版。
- デートスペシャルなび

季刊。オトナ男子向けカルチャー雑誌。
またこれ以外にも過去、フリーペーパーやイベントで配布するガイドブックの制作、編集を行っている。